# Albert Balanzà i Prims
Albert Balanzà i Prims (Barcelona, 1972) és un periodista i assagista català. També és director del setmanari L'Independent de Gràcia i membre del Grup de Periodistes Ramon Barnils.
Nascut l'any 1972 a Barcelona, va créixer al barri de Santa Eulàlia de L'Hospitalet de Llobregat, lloc on vivien els seus pares. Ha treballat a l'Agència Catalana de Notícies (ACN), el gabinet de premsa de la Conselleria d'Interior de la Generalitat de Catalunya, a Ràdio Reus-SER, al Diari de Sant Cugat, a Ràdio Sant Cugat, així com de cap de les seccions de "Política" i de "Ciutats" al diari Avui. Actualment és director del setmanari L'Independent de Gràcia i cap de la secció de "Ciutats" al diari Ara. A més a més, és professor a la Universitat Pompeu Fabra. Més enllà de publicar les seves obres, ha col·laborat en la redacció del llibre de Quimi Portet.

## Obres publicades
- La Voz del Llobregat i l'Estaca: dos oasis per a dues èpoques en el desert de la premsa periòdica a l'Hospitalet de Llobregat (CEL'H, 2005)
- Boadella & cia. Els intents de crear un partit espanyolista a Catalunya (Ara Llibres, 2006)
- Diari d'un astre intercomarcal (Comanegra, 2007)
- Las bravas del bar Tomás (Printcolor, 2009)